# Émanville (Sena Marítimo)
Émanville é uma comuna francesa na região administrativa da Normandia, no departamento de Sena Marítimo. Estende-se por uma área de 6,43 km². Em 2010 a comuna tinha 720 habitantes (densidade: 112 hab./km²).